# Янін (Поморське воєводство)
Янін (пол. Janin, нім. Janin, 1942-45: Hahnsfelde) — село в Польщі, у гміні Староґард-Гданський Староґардського повіту Поморського воєводства.
Населення — 129 осіб (2011).
У 1975-1998 роках село належало до Гданського воєводства.

## Демографія
Демографічна структура станом на 31 березня 2011 року:
|          | Загалом | Допрацездатний вік | Працездатний вік | Постпрацездатний вік |
| -------- | ------- | ------------------ | ---------------- | -------------------- |
| Чоловіки | 65      | 11                 | 50               | 4                    |
| Жінки    | 64      | 16                 | 35               | 13                   |
| Разом    | 129     | 27                 | 85               | 17                   |